# Aproximante lateral alveolar
La aproximante lateral alveolar es un tipo de sonido consonántico usado en varios idiomas. El símbolo que la representa en el Alfabeto fonético internacional es «l», y su símbolo X-SAMPA equivalente es «l». Es la consonante lateral más común en los idiomas. 

## Características
- Su forma de articulación es aproximante, lo que significa que se produce con un articulador cerca de otro, la lengua y el alvéolo dental, pero sin que se reduzca la apertura hasta el punto en que se produzca una turbulencia de aire audible.
- Su lugar de articulación es alveolar, lo que significa que se articula bien con el ápice o la lámina de la lengua -según sea apical o laminal- contra el reborde alveolar.
- Su tipo de fonación es sonora, lo que significa que las cuerdas vocales están vibrando durante la articulación.
- Es una consonante oral, lo que significa que se permite que el aire escape a través de la boca y no a través de la nariz.
- Se trata de una consonante lateral, lo que significa que el flujo de aire pasa a lo largo de los lados de la lengua.

## Ejemplos
| Idioma           | Idioma           | Palabra   | AFI          | Significado  |
| ---------------- | ---------------- | --------- | ------------ | ------------ |
| Abjasio          | Abjasio          | мгьал     | [mɡʲal]      | pan          |
| Alemán           | Alemán           | lieben    | [liːbə]      | amar         |
| Árabe (estándar) | Árabe (estándar) | صلاة      | [sˤɑˈlaːh]   | rezante      |
| Checheno         | Checheno         | лам/lam   | [laːm]       | montaña      |
| Chino mandarín   | Chino mandarín   | 老/'l'ǎo  | [lao˨˩˦]     | viejo        |
| Checo            | Checo            | lis       | [lɪs]        | prensa       |
| Español          | Español          | hablar    | [aˈβ̞laɾ]     |              |
| Finés            | Finés            | illalla   | [ilːɑlːɑ]    | por la tarde |
| Francés          | Francés          | lune      | [lyn]        | luna         |
| Georgiano        | Georgiano        | ლუდი      | [ludi]       | cerveza      |
| Griego           | Griego           | καλόγερος | [käˈlo̞ʝe̞ro̞s] | monje        |
| Inglés           | Inglés           | let       | [lɛt]        | permitir     |
| Italiano         | Italiano         | letto     | [ˈlɛtto]     | cama         |
| Neerlandés       | Neerlandés       | leven     | [leːvə(n)]   | vivir        |
| Pastún           | Pastún           | لس        | [ləs]        | diez         |
| Tamil            | Tamil            | புலி        | [puli]       | tigre        |
| Zulú             | Zulú             | lala      | [lálà]       | dormir       |